# Anton Flettner

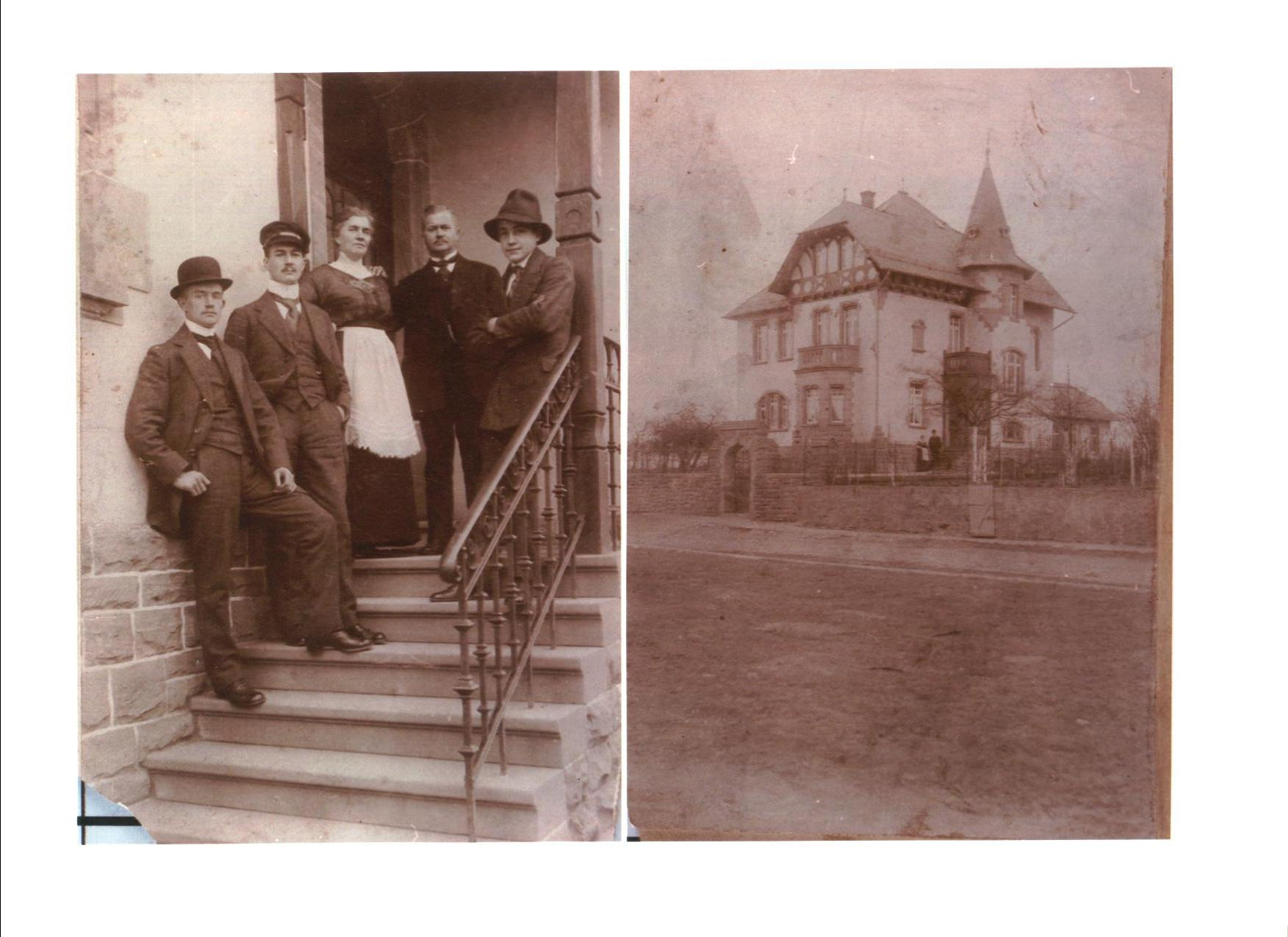
Een jonge Anton Flettner (rechts) bij het huis waar hij opgroeide.

Anton Flettner (Eddersheim, tegenwoordig een wijk van Hattersheim am Main, 1 november 1885 - New York, 29 december 1961) was een Duitse luchtvaartingenieur en een uitvinder. Hij leverde belangrijke bijdragen aan het ontwerp van vliegtuigen en helikopters.
Tijdens de Eerste Wereldoorlog kreeg Flettner bekendheid als de uitvinder van een trimklep langs de achterrand van een vleugel waarmee een vliegtuig beter onder controle gehouden kan worden, die vandaag de dag bekendstaat als de "trim tab".
Na de Eerste Wereldoorlog leidde Flettner een aero- en hydrodynamisch onderzoekinstituut in Amsterdam. In de jaren '20 kocht hij een schoener en zette er twee roterende 50-voet cilinders op en was daarmee de eerste die een aandrijvingssysteem baseerde op het Magnus effect. Het schip werd de Baden-Baden genoemd en stak de Atlantische Oceaan over in 1926. Tijdens de Tweede Wereldoorlog leidde Flettner een vliegtuigfabriek waarbij hij zich in helikopters specialiseerde.
Anton Flettner is ook bekend als de uitvinder van de Flettner ventilator, die breed wordt toegepast in bussen,  boten, campers en vrachtwagens om te koelen met gering energieverbruik. Moderne exemplaren worden vervaardigd in Groot-Brittannië door Flettner Ventilator Limited. Het werk aan een helikopterontwerp werd mede mogelijk gemaakt door zijn succes in ventilatorzaken, waarin ook zijn vrouw Lydia Freudenberg Flettner een belangrijke rol speelde. Terwijl Anton Flettner zijn helikopters voor Duits militair gebruik ontwierp, hoofdzakelijk als verkenner voor de marine, was zijn vrouw joods. Hij had een goede verhouding met Himmler die ervoor zorgde dat Flettners vrouw en haar familie voor de duur van de oorlog veilig in Zweden ondergebracht werden. Zijn partner bij het ontwerpen van de helikopter was dr. Kurt Hohenemser, een ingenieur die veel van de noodzakelijke elementen ontwierp. De vader van Kurt Hohenemser was ook joods maar ook hij bleef gespaard vanwege zijn inspanningen voor het militair gebruik van de helikopter.
Terwijl het definitieve product, de Kolibri FL282, geheel fabrieksmatig geassembleerd kon worden, waren Flettner en Hohenemser naar hun zeggen de enigen die de complexe rotorversnellingsbak konden bouwen. Dit knelpunt in productie voorkwam dat de FL282 ooit enige serieuze militaire rol speelde.

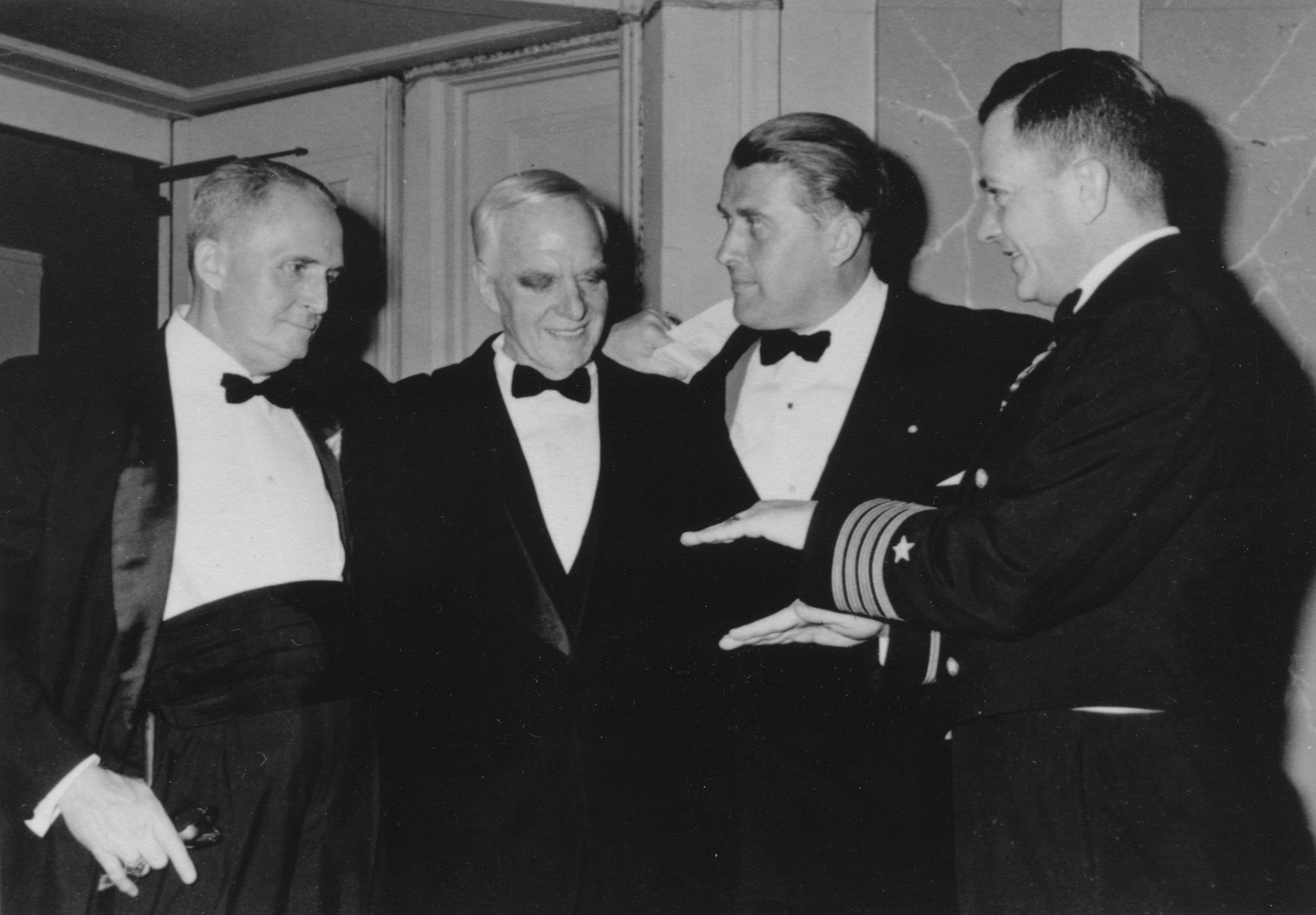
Flettner (tweede van links) met o.a. Wernher von Braun (tweede van rechts).

Flettner ontmoette Wernher von Braun na 1945 toen hij samen met andere luchtvaartpioniers in Amerika aankwam. Hij startte een bedrijf Flettner Aircraft Corporation dat militaire helikopters voor de Verenigde Staten ontwikkelde. Het bedrijf was geen commercieel succes, maar veel van zijn vernieuwende ontwerpen vonden hun weg, met name in de helikopters van het merk Kaman waar Flettner enige tijd hoofdontwerper was.
Flettner overleed in New York op 29 december 1961.